# Финале УЕФА Лиге Европе 2023.
Финале УЕФА Лиге Европе 2023. била је завршна утакмица УЕФА Лиге Европе 2022/23, укупно педесет друге сезоне другог по јачини европског фудбалског клупског такмичења које организује УЕФА и укупно четрнаесте сезоне откада је назив такмичења промењен из Купа УЕФА у УЕФА Лига Европе. Одиграно је 31. маја 2023. године на стадиону Пушкаш арена у Будимпешти између Севиље из Шпаније и Роме из Италије. Због одлагања и премештања финала из 2020. године, домаћини финала су померени за годину дана уназад, а Будимпешта је уместо тога била домаћин финала 2023. године.
Севиља је победила резултатом 4-1 на пенале након нерешеног резултата 1-1 после продужетака и тако освојила рекордну седму титулу Купа УЕФА/Лиге Европе. Као победници, квалификовали су се у групну фазу Лиге шампиона 2023-24. и стекли право да играју против победника Лиге шампиона у сезони 2022-23, Манчестер ситија, у УЕФА Суперкупу 2023. године.

## Позадина
Севиља је циљала на своју рекордну седму титулу Купа УЕФА/Лиге Европе, пошто су претходна финала победили 2006, 2007, 2014, 2015, 2016. и 2020. године. Њихов менаџер Хосе Луис Мендилибар је тражио прву велику титулу у својој тренерској каријери.
Рома је била у свом четвртом европском финалу и тражила је своју прву титулу Купа УЕФА/Лиге Европе, пошто је изгубила финале Купа шампиона 1984. и финале Купа УЕФА 1991. године, те је освојила Лигу конференције Европе 2021–22. Менаџер Жозе Мурињо је такође тражио да освоји свој други узастопни трофеј у европским такмичењима са Ромом. Могао би да постане први менаџер од Рафаела Бенитеза 2005. године који је освојио два различита велика европска трофеја у узастопним сезонама, и први од пет менаџера који је то постигао два пута, пошто је то учинио са Портом 2004. године. Такође је имао прилику да постане први менаџер који је освојио шест титула великих европских такмичења, а такође и први који је освојио Куп УЕФА/Лигу Европе са три различита клуба, пошто је освојио Куп УЕФА 2002–03. са Портом и Лигу Европе 2016–17. са Манчестер јунајтедом.
Оба клуба су се састала у осмини финала нокаут фазе Лиге Европе 2019–20, што се догодило само у једном нерешеном мечу због пандемије COVID-19 у Европи. Севиља је победила са 2–0.

### Екипе
У следећој табели, финала до 2009. године су била у ери Купа УЕФА, а од 2010. у ери УЕФА Лиге Европе.
| Екипа  | Претходна финална наступа (подебљано означава победнике) |
| ------ | -------------------------------------------------------- |
| Севиља | 6 (2006, 2007, 2014, 2015, 2016, 2020)                   |
| Рома   | 1 (1991)                                                 |

## Стадион
Утакмица је била прво финале Купа УЕФА/Лиге Европе одржано у Будимпешти и друго финале у историји такмичења одржано у Мађарској након прве утакмице 1985. године. Финале је такође било треће финале клупског такмичења УЕФА одржано у граду након финала Лиге шампиона УЕФА за жене 2019. и Суперкупа УЕФА 2020. године, што га чини четвртим укупно клупским финалом УЕФА одржаном у Мађарској. Стадион је такође изабран за место одржавања Европског првенства у фудбалу 2020, где је био домаћин три утакмице групне фазе и једне утакмице осмине финала.
Пушкаш арена је изабрана за коначног домаћина од стране Извршног комитета УЕФА током састанка у Амстердаму, Холандија, 2. марта 2020. године.
Дана 17. јуна 2020. године, Извршни комитет УЕФА је објавио да ће због одлагања и премештања финала 2020. године, Будимпешта уместо тога бити домаћин финала 2023. године.

## Пут до финала
Напомена: У свим доле наведеним резултатима прво се даје резултат финалисте (Д: код куће; Г: у гостима).
| Севиља                | Севиља                | Севиља                | Севиља                | Рунда                | Рома                  | Рома                  | Рома                  | Рома                  |
| --------------------- | --------------------- | --------------------- | --------------------- | -------------------- | --------------------- | --------------------- | --------------------- | --------------------- |
| Лига шампиона         | Лига шампиона         | Лига шампиона         | Лига шампиона         |                      | Лига Европе           | Лига Европе           | Лига Европе           | Лига Европе           |
| Противник             | Резултат              | Резултат              | Резултат              | Групна фаза (ЛШ, ЛЕ) | Противник             | Резултат              | Резултат              | Резултат              |
| Манчестер сити        | 0–4 (Д)               | 0–4 (Д)               | 0–4 (Д)               | 1. коло              | Лудогорец Разград     | 1–2 (Г)               | 1–2 (Г)               | 1–2 (Г)               |
| Копенхаген            | 0–0 (Г)               | 0–0 (Г)               | 0–0 (Г)               | 2. коло              | ХЈК Хелсинки          | 3–0 (Д)               | 3–0 (Д)               | 3–0 (Д)               |
| Борусија Дортмунд     | 1–4 (Д)               | 1–4 (Д)               | 1–4 (Д)               | 3. коло              | Реал Бетис            | 1–2 (Д)               | 1–2 (Д)               | 1–2 (Д)               |
| Борусија Дортмунд     | 1–1 (Г)               | 1–1 (Г)               | 1–1 (Г)               | 4. коло              | Реал Бетис            | 1–1 (Г)               | 1–1 (Г)               | 1–1 (Г)               |
| Копенхаген            | 3–0 (Д)               | 3–0 (Д)               | 3–0 (Д)               | 5. коло              | ХЈК Хелсинки          | 2–1 (Г)               | 2–1 (Г)               | 2–1 (Г)               |
| Манчестер сити        | 1–3 (Г)               | 1–3 (Г)               | 1–3 (Г)               | 6. коло              | Лудогорец Разград     | 3–1 (Д)               | 3–1 (Д)               | 3–1 (Д)               |
| Треће место у Групи Г | Треће место у Групи Г | Треће место у Групи Г | Треће место у Групи Г | Коначни пласман      | Друго место у Групи Ц | Друго место у Групи Ц | Друго место у Групи Ц | Друго место у Групи Ц |
| Лига Европе           |                       |                       |                       |                      | Друго место у Групи Ц | Друго место у Групи Ц | Друго место у Групи Ц | Друго место у Групи Ц |
| Противник             | Укупно                | 1. меч                | 2. меч                | Нокаут фаза          | Противник             | Укупно                | 1. меч                | 2. меч                |
| ПСВ Ајндховен         | 3–2                   | 3–0 (Д)               | 0–2 (Г)               | Бараж                | Ред бул Салцбург      | 2–1                   | 0–1 (Г)               | 2–0 (Д)               |
| Фенербахче            | 2–1                   | 2–0 (Д)               | 0–1 (Г)               | Осмина финала        | Реал Сосиједад        | 2–0                   | 2–0 (Д)               | 0–0 (Г)               |
| Манчестер јунајтед    | 5–2                   | 2–2 (Г)               | 3–0 (Д)               | Четвртфинале         | Фејенорд              | 4–2                   | 0–1 (Г)               | 4–1 (п. с. н.) (Д)    |
| Јувентус              | 3–2                   | 1–1 (Г)               | 2–1 (п. с. н.) (Д)    | Полуфинале           | Бајер Леверкузен      | 1–0                   | 1–0 (Д)               | 0–0 (Г)               |

## Пре утакмице

### Амбасадор
Амбасадор финала био је бивши мађарски репрезентативац Золтан Гера, који је завршио као другопласирани у Лиги Европе 2009–10. са екипом Фулама.

### Продаја улазница
Са капацитетом стадиона од 63.000 места за финале, укупно 46.800 улазница било је доступно навијачима и широј публици, при чему су финалисти добили по 15.000 улазница, а остале улазнице биле су доступне за продају навијачима широм света путем UEFA.com од 21. до 28. априла 2023. у четири ценовне категорије: 150 €, 100 €, 65 € и 40 €. Улазнице за особе са инвалидитетом коштале су 40 €. Преостале улазнице су додељене локалном организационом комитету, националним савезима, комерцијалним партнерима и емитерима..

## Утакмица

### Резиме
У 35. минуту, Рома је повела када је Пауло Дибала ниско убацио лопту у десни угао мреже након додавања Ђанлуке Манћинија, али је Севиља изједначила у десем минуту другог полувремена када је Манћини скренуо лопту у свој гол након центаршута Хесуса Наваса са десне стране за 1:1. Утакмица је отишла у продужетке и извођење пенала након скоро 130 минута игре. Након два промашена пенала играча Роме, од којих је један одбранио голман Јасин Буну, а други је погодио стативу, Гонзало Монтијел, који је такође постигао победоносни пенал за Аргентину у финалу Светског првенства у фудбалу 2022. против Француске, постигао је победоносни гол за Севиљу. Пенал је првобитно промашио, али након што је поновљен, постигао је погодак.

### Детаљи
„Домаћи“ тим (из административних разлога) је одређен додатним жребом одржаним након жреба за четвртфинале и полуфинале.
| Севиља                               | 1–1 (п. с. н.) | Рома                         |
| ------------------------------------ | -------------- | ---------------------------- |
| Манћини 55’ (аг.)                    | Извештај       | Дибала 35’                   |
| Пенали                               |                |                              |
| Окампус · Ламела · Ракитић · Монтиел | 4–1            | Кристанте · Манћини · Ибањез |

| Севиља | Рома |

| GK                   | 13 | Јасин Буну       |         |        |
| RB                   | 16 | Хесус Навас (к)  |         | 94’    |
| CB                   | 44 | Лоик Баде        |         |        |
| CB                   | 6  | Немања Гудељ     |         | 120+8’ |
| LB                   | 3  | Алекс Телес      |         | 95’    |
| CM                   | 20 | Фернандо         |         | 120+8’ |
| CM                   | 10 | Иван Ракитић     | 65’     |        |
| RW                   | 55 | Лукас Окампос    | 120+10’ |        |
| AM                   | 21 | Оливер Торес     |         | 46’    |
| LW                   | 25 | Брајан Хил       |         | 46’    |
| CF                   | 15 | Јусеф ен Несири  |         |        |
| Измене:              |    |                  |         |        |
| GK                   | 1  | Марко Дмитровић  |         |        |
| GK                   | 31 | Алберто Флорес   |         |        |
| DF                   | 2  | Гонзало Монтијел | 120+4’  | 94’    |
| DF                   | 4  | Карим Рекик      |         | 95’    |
| DF                   | 14 | Танги Куаси      |         |        |
| DF                   | 23 | Маркао           |         | 120+8’ |
| MF                   | 8  | Жоан Жордан      | 120’    | 120+8’ |
| MF                   | 24 | Алехандро Гомез  |         |        |
| MF                   | 43 | Ману Буено       |         |        |
| FW                   | 7  | Сусо             |         | 46’    |
| FW                   | 12 | Рафа Мир         | 36’     |        |
| FW                   | 17 | Ерик Ламела      | 109’    | 46’    |
| Тренер:              |    |                  |         |        |
| Хосе Луис Мендилибар |    |                  |         |        |

| GK          | 1           | Руи Патрисио          |         |      |
| CB          | 23          | Ђанлука Манћини       | 48’     |      |
| CB          | 6           | Крис Смолинг          |         |      |
| CB          | 3           | Рожер Ибањес          |         |      |
| RM          | 19          | Зеки Челик            | 74’     | 91’  |
| CM          | 4           | Брајан Кристанте      | 65’     |      |
| CM          | 8           | Немања Матић          | 21’     | 120’ |
| LM          | 37          | Леонардо Спинацола    |         | 106’ |
| AM          | 7           | Лоренцо Пелегрини (к) | 45’     | 106’ |
| CF          | 21          | Пауло Дибала          |         | 68’  |
| CF          | 9           | Тами Абрахам          |         | 74’  |
| Измене:     |             |                       |         |      |
| GK          | 63          | Пјетро Бур            |         |      |
| GK          | 99          | Миле Свилар           |         |      |
| DF          | 2           | Рик Карсдорп          | 120+10’ |      |
| DF          | 14          | Дијего Љоренте        |         | 106’ |
| MF          | 20          | Мади Камара           |         |      |
| MF          | 25          | Џорџинио Вајналдум    |         | 68’  |
| MF          | 52          | Едоардо Бове          |         | 120’ |
| MF          | 59          | Никола Залевски       | 105’    | 91’  |
| MF          | 62          | Кристијан Волпато     |         |      |
| MF          | 68          | Бењамин Тахировић     |         |      |
| FW          | 11          | Андреа Белоти         |         | 74’  |
| FW          | 92          | Стефан ел Шарави      |         | 106’ |
| Тренер:     |             |                       |         |      |
| Жозе Мурињо | Жозе Мурињо | Жозе Мурињо           | 120’    |      |

| Играч утакмице: Јасин Буну (Севиља) Помоћне судије: Гери Бесвик (Енглеска) Адам Нан (Енглеска) Четврти судија: Мајкл Оливер (Енглеска) Резервни помоћни судија: Стјуарт Барт (Енглеска) ВАР: Стјуарт Атвел (Енглеска) Помоћне судије за ВАР-ом: Крис Кавана (Енглеска) бастијан Данкерт (Немачка) | Правила: - Регуларни део утакмице траје 90 минута; - Уколико је резултат нерешен, играју се продужеци у трајању од 30 минута; - Уколико је резултат и даље нерешен, изводе се једанаестерци; - Сваки тим има дванаест играча на клупи; - Дозвољено је укупно извршити пет измена, с тим да се у продужецима може извршити и шеста измена. |

### Статистика
| Статистика     | Севиља | Рома |
| -------------- | ------ | ---- |
| Дато голова    | 1      | 1    |
| Укупно шутеви  | 18     | 11   |
| Шутева у гол   | 3      | 3    |
| Одбране        | 2      | 3    |
| Посед лопте    | 62%    | 38%  |
| Корнери        | 6      | 4    |
| Фаулови        | 21     | 19   |
| Офсајди        | 1      | 1    |
| Жути картони   | 6      | 8    |
| Црвени картони | 0      | 0    |